# Masaki Suzuki
Masaki Suzuki (jap. 鈴木正樹 Suzuki Masaki; ur. 2 stycznia 1945 w Tomakomai) – japoński panczenista, srebrny medalista mistrzostw świata.

## Kariera
Największy sukces w karierze Masaki Suzuki osiągnął w 1974 roku, kiedy zdobył srebrny medal podczas mistrzostw świata w wieloboju sprinterskim w Innsbrucku. W zawodach tych rozdzielił na podium Norwega Pera Bjøranga oraz Eppie Bleeker z Holandii. Był to jednak jedyny medal wywalczony przez niego na międzynarodowej imprezie tej rangi. W tej samej konkurencji był też między innymi piąty na rozgrywanych w 1975 roku sprinterskich mistrzostwach świata w Göteborgu. W 1968 roku wystartował na igrzyskach olimpijskich w Grenoble, gdzie jego najlepszym wynikiem było piętnaste miejsce w biegu na 500 m. Na rozgrywanych cztery lata później igrzyskach w Sapporo na tym samym dystansie był ósmy. Brał również udział w igrzyskach olimpijskich w Innsbrucku w 1976 roku, gdzie zajął jedenaste miejsce w biegu na 500 m, a na dwukrotnie dłuższym dystansie był dziewiętnasty. W 1976 roku zakończył karierę.